# Babylon 5: In the Beginning
Babylon 5: In the Beginning (1998) es un telefilme de ciencia ficción ambientado en el universo de la franquicia Babylon 5. Fue escrita por J. Michael Straczynski y dirigida por Mike Vejar.
La película se emitió por primera vez el 4 de enero de 1998 en la cadena de televisión TNT, unas semanas antes del comienzo de la emisión de la quinta temporada, y es la primera de las cuatro películas de la serie que produjo TNT.
La película sirve de precuela a la serie, y muestra como un anciano Londo Mollari relata a unos niños y a su cuidadora la historia de la guerra entre la Tierra y los Minbari, una guerra que casi exterminó a la raza humana y en la que tomaron parte, en bandos opuestos, un joven John Sheridan y una recién elegida satai Delenn. Por su condición de presecuela, esta serie puede visionarse antes de los demás materiales para ver los hechos en orden cronológico, o bien entre la cuarta y la quinta temporada, momento en que se filmó, para evitar spoilers.

## Argumento
En 2278, Centauri Prime arde. Un hombre contempla la destrucción desde una ventana del Palacio Real. Dos niños, Luc y Lyssa, están jugando en el salón del trono y miran por la ventana. Su institutriz les encuentra y les dice que es la ventana del emperador, y que sólo pueda mirar fuera de palacio. El Emperador los oye y pide que se presenten ante él. El Emperador es un envejecido Londo Mollari. Mollari nombra a Luc Emperador de la República Centauri por cinco minutos, tiempo durante el cual puede dar cualquier orden que desee. Luc pide que le cuente una historia de grandes batallas y héroes y villanos. Lyssa quiere oír una historia verdadera. Mollari decide darles a ambos lo que quieren y contarles la historia de la guerra Tierra–Minbari, que tuvo lugar 35 años antes, cuando era embajador en la Tierra.
La raza humana, envalentonada tras su victoria frente a los Dilgar, se está expandiendo rápidamente por el espacio. Les llegan noticias de una misteriosa raza conocida como Minbari. Aunque Londo les advierte que dejen estar a esa raza, pretenden investigar a esa especie de primera mano.
El Consejo Gris minbari, dirigido por Dukhat, está investigando si las Sombras pueden haber regresado a Z'ha'dum en cumplimiento de la profecía de Valen. Se dirigen allí a investigar por una ruta indirecta cuando se encuentran con naves de la Tierra, específicamente el EAS Prometeo, que buscaban investigar a los Minbari.
Las naves minbari se vuelven hacia el Prometeo y dirigen sus sensores de largo alcance para obtener más datos de las naves terrestres desconocidas. Sin que los minbari lo sepan, el intenso campo EMP generado por sus sensores inutiliza los motores de salto del Prometeo, impidiendo escapar a la nave terrestre. Al acercarse, las naves minbari abren sus puertos de disparo, lo que en su cultura se considera una señal de respeto: se muestran las armas para señalar que no van a utilizarse. Pero la interferencia de los sensores también impide al Prometeo determinar si las armas se están cargando o no. El capitán del Prometeo, con sus motores de salto inutilizados y las naves minbari acercándose con aparente intención de disparar, malinterpreta esto como una señal de agresión y ordena abrir fuego. Las naves minbari son gravemente dañadas y Dukhat muere en el ataque. En represalia, el Consejo Gris declara una guerra santa contra humanidad, y la guerra Tierra–Minbari da comienzo.
El teniente comandante John Sheridan, primer oficial del EAS Lexington, es parte de un grupo de batalla que se enfrenta a los Minbari. Tras una emboscada minbari, el oficial al mando de Sheridan muere, y él asume el mando de la nave. Casi destruidos, y con las armas inoperativas, solo pueden esperar a que los minbari vengan a rematarles. Ordena poner una trampa para el enemigo, sembrando los asteroides locales con minas nucleares. La Estrella Negra, la nave enseña minbari, se aproxima para rematarles y acaba siendo destruida por las minas. Esta es la única victoria real de la Tierra durante la guerra, y la facción Minbari que siente que la guerra ya ha causado bastante carnicería sin sentido utiliza esto como una oportunidad de entablar conversaciones de paz con la Tierra.
La división de inteligencia centauri descubre que los humanos mantendrán una reunión secreta en un planeta neutral organizada por sus enemigos los Narn. Temiendo la reunión será una entrega de armas para los humanos, los Centauri bombardean la conferencia de paz, matando al enviado minbari. Ni los humanos ni los minbari sospechan de la intervención de los centauri, suponiendo ambos lados que se trata de una facción renegada de su propio bando opuesta al proceso de paz. Tras estos sucesos, la guerra se recrudece, y la destrucción de la humanidad a manos de los minbari continúa durante otros tres años.
Como último y desesperado esfuerzo de detener lo inevitable, la presidenta de la Tierra ordena a todas las naves disponibles formar una "línea" alrededor del planeta en un intento de retrasar la extinción de la raza humana a manos de los Minbari. Esta "Batalla de la Línea" es el último enfrentamiento de la guerra.
Durante la batalla, y siguiendo indicaciones de los vorlon Satai Delenn, un miembro del Consejo Gris, ordena el secuestro de un piloto humano, aparentemente para investigar las defensas de la tierra. Este piloto es Jeffrey Sinclair. El Consejo Gris se queda perplejo al descubrir, que el humano parece llevar en su interior el alma del antiguo dirigente religioso minbari Valen. Después de examinar varios otros humanos, el Consejo Gris llega a la conclusión de que las almas minbari han estado reencarnándose en todo o en parte en cuerpos humanos.
Dado que su ley más importante es que “los Minbari no matan Minbari”, se rinden ante las indefensas fuerzas de la Tierra para evitar seguir matando almas minbari en cuerpos humanos. Debido al daño que esta revelación podría hacer a su propia cultura, mantienen la razón de la rendición en secreto.
Tras la guerra, la presidenta de la Tierra aprueba la construcción de una estación espacial que pueda servir como una especie de "Naciones Unidas en el espacio", con la intención de impedir guerras futuras: la Estación Babylon. Aunque, asegura Londo, como todas las cosas buenas, les llevó un tiempo aclarar como hacerlo.
Acabada la historia, Luc pregunta que fue de Sheridan, y de Delenn, y que ocurrió cuando todo salió a la luz. Londo le asegura que Sheridan acabó siendo un hombre muy poderoso, y que Delenn estuvo a su lado. Devuelven el sello de emperador a Londo y antes de salir, Lyssa le pregunta si vivieron felices para siempre. A lo que Londo responde, que aun está por verse. Ordena entonces a sus guardias que le lleven varias botellas de alcohol más, que esperen una hora, y traigan ante él a los prisioneros. 
Una vez a solas, observa y brinda ante las imágenes de Sheridan y Delenn en los calabozos del palacio.

## Cronología
Los hechos de la película tienen lugar en dos momentos distintos:
- Las escenas de Londo y los niños ocurren en el año 2278, de forma simultánea a las escenas del futuro vistas en Guerra sin Fin, parte 2.
- La historia que cuenta Londo transcurre entre los años 2245 y 2247, diez años antes de El Encuentro, la película piloto.

## Reparto
- Bruce Boxleitner como John Sheridan.
- Mira Furlan como Delenn.
- Richard Biggs como Dr. Stephen Franklin
- Andreas Katsulas como G'Kar.
- Peter Jurasik como Londo Mollari.
- Theodore Bikel como Lennon.
- Reiner Schone como Dukhat.
- Michael O'Hare como Jeffrey Sinclair.
- Robin Atkin Downes como Morann.
- J. Patrick McCormack como el General Lefcourt.
- Robin Sachs como Coplann.